# Abranis
 (janvier 2012).
Si vous disposez d'ouvrages ou d'articles de référence ou si vous connaissez des sites web de qualité traitant du thème abordé ici, merci de compléter l'article en donnant les références utiles à sa vérifiabilité et en les liant à la section « Notes et références ».
Abranis est un groupe de rock et musique kabyle algérien. Il est formé en 1967 et connait un grand succès local, mais également en Europe, dans les années 1970, 1980 et les 1990. Ils sont considérés par la presse comme le précurseur du genre pop rock en Algérie. Après sa séparation en 1983, le groupe revient en 2007, et publie deux nouveaux albums studio, Rwayeh (2011) et Asmekti (2016).

## Historique

### Débuts (1967–1977)
Le groupe est formé en 1967 par Karim Abranis, de son vrai nom Sid Mohand Tahar, chanteur bassiste. C'est en 1973 qu'il concrétise la formation avec ses amis Samir Chabane (batterie), Madi Mahdi (guitare) et Shamy el Baz, de son vrai nom Abdelkader Chemini, organiste . « Le groupe Abranis est né dans l'imaginaire d'un jeune ado de 14 ans en 1964 en France », explique Karim Abranis.
En 1975, après la tournée en Algérie, le groupe se scinde en deux. Samir Chabane (le batteur) et Madi Mahdi (le guitariste) fondent alors un autre groupe du nom de Syphax. Ils sont rejoints par le dernier membre du groupe Maklouf, et un chanteur du nom de Samy. Des Abranis d'origine, ne restent que Karim, qui devient guitariste et Shamy l'organiste. D'autres musiciens vont les rejoindre.
En 1977, paraît le 45 tours et album vinyle 33 tours Abranis 77, chez Bordj El Fen, un label algérien. Musicalement, le groupe prend le contrepied de la déferlante disco de la seconde moitié des années 1970. Le style a beaucoup changé, rythme plus lent, textes plus profond, et tentative de fusionner rock et chaabi. L'un de leurs plus grands succès, le très rock Cnaɣ lblues triomphe sur les ondes. Et le groupe découvre la censure sur le morceau Yemma sur la face B du 45 tours. L'album est enregistre en France, au studio Citeaux. Lors de l'enregistrement de l'album, Karim enregistre lui-même plusieurs instruments : chant, guitare solo, rythmique, basse et batterie. La participation de nombreux musiciens vont contribuer à la coloration chaabi de l'album, comme Mohamed Salahedine à la sitar, Arif Kendouci, Noumil Mouloud & Rami Mustapha aux violons, Émile Mayons au hautbois, Makhelouf à la basse, Smail Slimani au houd et Hocine Staifi au derbuka. 

### Dernière ligne et séparation (1978–1983)
En 1978, sort leur troisième album, Imité Tayri, toujours chez Borj El Fen. Cet album est à l'opposé du précédent, sorti tout juste une année auparavant, laissant un impression partagée entre des morceaux légendaires comme le très bluesy Cnaɣ lblues et les titres aux sonorités chaabi. Pour cet album, le groupe s'est entouré de musiciens de la scène jazz, avec entre autres, le bassiste Yannick Top du groupe Magma, le pianiste Marc Goldfeder, le bassiste de jazz Tony Bonfils. L'album est un mélange très festifs avec des titres comme Eɣedder Amerrzu, Tameɣra, Amjahe, Tassusmi et des morceaux au tempo plus lents comme Aqessam, Ayen ɣizin, Lqum agi.
En 1980, Arezki Baroudi, le batteur, et Hachemi Bellali, le bassiste, rejoignent le groupe Abranis. Le quatrième album, sort chez Numidie Music. Plus tard en 1983, le guitariste français Yannick Guillo rejoint le groupe. Parmi les principaux tubes des Abranis : Linda, Wali Kan, Tizizwa ou encore Avehri.

### Retour (depuis 2007)
Alors que le groupe ne s'était pas produit depuis 1983, les Abranis, précurseur du genre pop rock en Algérie, font un retour triomphal le 29 mars 2007 dans l'émission Ighw zif a yid, avant de lancer en juin 2008 une nouvelle grande tournée dans le pays qui est un vrai triomphe.
En 2016, le groupe publie son nouvel album, Asmekti.

## Membres

### Membres actuels
- Karim - chant
- Youva - guitare
- Samir - claviers
- Idir Mouhia - guitare
- Redouane - basse
- Nabil Kassouri - percussions
- Yassine Heddad - batterie

### Anciens membres
- Missoum - claviers
- Zinou - basse
- Otto - basse
- Ester Wilson - percussions
- Dédé Ceccarelli - batterie
- Tony Bonfils - basse
- Jean-claude Chavanat - guitare
- Rabah Khalfa - percussions
- André Sitbon - batteur
- Hachemi Bellali - basse
- Yurgen Routh - saxophone
- Shamy El baz - claviers
- Coco Bessop - cuivre
- Daniel Pedron - batterie
- Makhlouf - basse
- Yannick Top - basse
- Basker Saint-Jean - batterie
- Mouloud Fouhane - batterie
- Marc Goldfeder - piano
- Papou - percussions
- Jean-Michel Hervé - saxophone
- M’hana tigrini - guitare
- Daniel Hervé - cornemuse
- Bruno Rebriera - flute
- Didine - claviers
- Alex Perdegon - cuivre
- Jean-Claude Meisielman - piano
- Omar Meguenni - guitare
- Alain Hatot - cuivre
- Yazid Bourri - basse